# Stephan Hawich

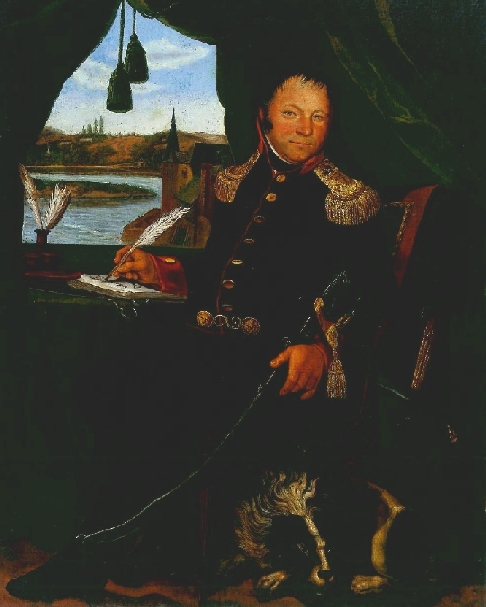
Stephan Hawich: Porträt Peter Marx

Stephan Hawich (* 3. April 1753 in Koblenz; † 11. Juli 1827 in Trier; Schreibvarianten: Havig, Habig, Habicht) war ein deutscher Maler und privater Kunstausbilder.

## Herkunft und Ausbildung
Stephan Hawich wurde als Sohn des Malers Jakob Hawich (1719–1780) und dessen Ehefrau Maria Anna Kaltenheuser geboren. Über drei Generationen hinweg prägte der Malerberuf seine Familie. Auch Stephan Hawichs Sohn Christoph Hawich (1782–1848) war Maler. Spätestens im Jahre 1760 zog Stephan Hawich mit seinem verwitweten Vater Jakob von Koblenz nach Trier. Jakob Hawich schloss dort eine zweite Ehe, aus der noch drei Kinder hervorgingen. Im Mädchenwaisenhaus der Stadt Trier in der Hosengasse Nr. 208 führte Jakob Hawich mit seiner Familie eine bescheidene Existenz als Maler und Gemälderestaurator.  Stephan Hawich erhielt von seinem Vater ersten Kunstunterricht. Auf frühe Früchte dieser Ausbildung verweist eine im Jahre 1766 in der Zeitung Trierisches Wochen-Blättgen veröffentlichte Werbeanzeige: "Es befindet sich alhier in der Hosgaß ein Mahler Namens Stephan Hawich, welcher Portraiten in Pastell mahlet um einen billigen Preiß."
In die folgenden neun Jahre fällt ein längerer auswärtiger Aufenthalt des Malers, es gibt aber keine Quellen, wo er sich in dieser Zeit aufhielt. 1775 war er zurück in Trier und bot im Trierischen Wochen-Blättgen seine Dienste als Porträtmaler und  Zeichenlehrer an. 1776 heiratete er in Trier Catharina Brauer. Aus der Ehe gingen sechs Kinder hervor. Hawich war nicht zunftmäßig im Trierer Krämeramt organisiert, er zahlte seine Steuern (Nahrungsgulden) an den Zender. Ohne ein eigenes Anwesen zu erwerben, wechselte er mehrfach Atelier und Wohnung im Stadtzentrum. Zuletzt war er in der Pallastgasse Nr. 95 ansässig, wo er auch verstarb.

## Meister Habichts Mal- und Zeichenschule
Stephan Hawichs Domäne in Trier war der elementare Kunstunterrichts. Wer ein wenig Talent zeigte oder eine Grundausbildung vor dem Besuch von Kunstakademien brauchte, wurde zu Stephan Hawich gegeben. Außer den vielen namenlos gebliebenen Schülern zählten auch eine Reihe überregional bekannter Maler zu seinen Adepten,  u. a. Anton Josef Dräger, der später an der Kunstakademie in Dresden bei Gerhard von Kügelgen studierte und sich in Rom den Nazarenern anschloss.  Auch der Pastellmaler Nikolaus Lauer, der zum Hofmaler Friedrich Wilhelms III. reüssierte, war zuvor bei Hawich, sowie der heute vergessene Maler und Reformer des Zeichenunterrichts Peter Schmid (* 15. April 1769 in Trier; † 22. November 1853 in Ehrenbreitstein), Verfasser mehrerer kunsttheoretischer Schriften und einst gesuchter Gesellschaftsmaler in Berlin. Der bekannteste Trierer Maler des 19. Jahrhunderts Johann Anton Ramboux zählte entgegen oft wiederholter Behauptung nicht zu seinen Schülern. Er wurde, wohl auf Grund familiärer Verbindungen, von dem am Gymnasium tätigen Zeichenlehrers Karl Ruben (1772–1843) unterrichtet.
Wie der in Trier bald als „Meister Habicht“ stadtbekannte Maler seinen Kunstunterricht gestaltete, dazu gibt ein seltenes Zeitdokument detaillierte Einblicke. Der schon genannte Peter Schmid lernte von 1782 bis 1786 bei Stephan Hawich. Der Tagesablauf gestaltete sich so, dass der Schüler die Nacht zuhause bei seinen Eltern verbrachte. Zum Mittagstisch begab er sich zu seinem Gönner, dem Trierer Dompropst Philipp Franz Wilderich Nepomuk von Walderdorff, der auch die Ausbildung bezahlte. Während des übrigen Tages war Peter Schmid bei Hawich umfangreich in alle Arbeiten eingespannt: Er hatte Wasser zu tragen, Rüben zu waschen, Kinder zu warten, Farben zu reiben – und auch zu zeichnen. Dabei stellte nur eine große Menge nachgezeichneter Hände, Füße, Ohren, Nasen und Zehen in Rötel oder schwarzer Kreide den Meister zufrieden. Auch eine ängstliche Art, „in der sich kein Genie verrate“, versuchte Hawich den Schülern auszutreiben. „Frei und kühn müsse die Arbeit sein, gleichsam hingehauen und gefetzt“, so sein oft wiederholter Leitspruch. Selbst beim umfangreichen Kopieren großer Vorbilder verlangte Hawich diesen „genialen Strich“.

## Überlieferte Gemälde
Schon 1776 hatte Stephan Hawich mit einer „Kunst-Anerbietung“ selbstbewusst auf die große Bandbreite seines Könnens hingewiesen:  „Der Mahler Stephanus Hawich wird allen Liebhabern mit seiner Kunst aufwarten, groß und kleine Portraiten mit sonderbarer Gleichheit zu mahlen, wie auch Pastel desgleichen, auch Historien und Luststucken und Kirchenmahlerey, Freskomahlerey, wie auch sonstige in Wasser und Oel nach Verlangen, auch alte erloschene Bilder zu erfrischen. Dieses alles um einen billigen Preis.“
Zu dieser Zeit war Trier mit rund 6000 Einwohnern eher eine Kleinstadt und bot kein günstiges Kunstklima, zumal der kurfürstliche Hof mit seiner Malerkolonie in Koblenz-Ehrenbreitstein residierte. Außerdem blühte die von Hawich an erster Stelle angepriesene Porträtmalerei erst mit dem Ende des 18. Jahrhunderts auf, als das erstarkende Bürgertum die bis dahin vorwiegend aristokratische Gepflogenheit, sich malen zu lassen, nachzuahmen begann. So stammen auch die Porträts, die sich heute noch für Stephan Hawich nachweisen lassen, aus dem beginnenden 19. Jahrhundert und gehen zudem auf nur einen Auftraggeber zurück: den Kaufmann, Großgrundbesitzer und Inhaber der Trierer Porzellanmanufaktur Peter Marx (* 5. Januar 1763 in Trier; † 26. Januar 1831 ebenda). Im Jahre 1809 hatte Stephan Hawich ein erstes Porträt dieses Mannes, mitten in dessen Aufstieg gemalt, eine mit Realismus gestaltete Charakterisierung.  Am bekanntesten wurde jedoch das um 1816/17 gestaltete Ganzporträt des Peter Marx, heute im Stadtmuseum Simeonstift Trier (Abb.), mit dem Stephan Hawich auf die altbewährten Requisiten des Rokokoporträts zurückgriff, um dem nun auf Repräsentation pochenden Fabrikherrn und Stadtrat zu genügen. Vor einem pompösen Vorhang mit Quasten posiert Marx in der Paradeuniform eines Hauptmannes der Nationalgarde (Bürgermiliz) und genießt mit einem angedeuteten Lächeln diese Inszenierung, zu der auch der löwenmähnige Hund zu seinen Füßen, die ins Leere gehende Schreibgeste (mit seinem Geburtsdatum) sowie die „Hintergrundinformation“ des Ausblicks auf seinen Grundbesitz (Martinskloster samt Mühle) gehörten.
Was die übrigen Arbeitsgebiete des Malers anbelangt, so fehlt jeder Nachweis auf Werke, die unter die angebotene Historienmalerei oder die „Luststucke“ einzuordnen wären. Lediglich auf dem Gebiet der Kirchenmalerei sind noch drei Darstellungen von Heiligen überliefert: Ein Hl. Antonius der Einsiedler, signiert und datiert „Stephan Hawich fecit 1814“, in der Kirche von Hamm/Saar sowie zwei heute verschollene Gemälde, eine Hl. Veronika und eine Gottesmutter mit Kind, beide um 1800.